# Agustín Rodríguez Santiago
Agustín Rodríguez Santiago eller bare Agustín (født 10. september 1959 i Marín, Spanien) er en spansk tidligere fodboldspiller (målmand).
Agustín tilbragte størstedelen af sin karriere hos Real Madrid, som han repræsenterede i 12 sæsoner, frem til 1990. Han var med til at vinde fire spanske mesterskaber, to Copa del Rey-titler og en udgave af UEFA Cuppen med Real, men var dog i store dele af sin tid i klubben reserve for blandt andet José Manuel Ochotorena og Francisco Buyo.
De sidste fire år af sin karriere spillede Agustín hos CD Tenerife. Han stoppede sin karriere i 1994.

## Titler
La Liga
- 1986, 1988, 1989 og 1990 med Real Madrid

Copa del Rey
- 1982 og 1989 med Real Madrid

Supercopa de España
- 1988 og 1989 med Real Madrid

Copa de la Liga
- 1985 med Real Madrid

UEFA Cup
- 1986 med Real Madrid